# 潔白遠環蚓
潔白遠環蚓（学名：[Amynthas swanus] 错误：{{Lang}}：文本有斜体标记（帮助））为巨蚓科遠環蚓屬下的一个种。